# Zhang Dejiang
Zhang Dejiang (nascido em novembro de 1946) é um alto funcionário chinês. Foi Vice-Primeiro Ministro encarregado das telecomunicações, energia e transporte. Ele também é um membro do Comitê Permanente do Politburo do Partido Comunista da China, o grupo de atualmente sete pessoas que concentra na prática o poder no partido e em toda República Popular da China.
Zhang ganhou destaque como o chefe do partido das províncias costeiras de Zhejiang e Guangdong, onde presidiu o rápido crescimento econômico. Em março de 2012, Zhang foi nomeado para substituir Bo Xilai como o chefe do partido de Chongqing.

## Início da vida
Zhang, natural de Tai'an em Liaoning, frequentou a Universidade Yanbian, onde estudou a língua coreana. Zhang matriculou-se na Universidade Kim Il-sung, na Coreia do Norte, em agosto de 1978, e formou-se em economia em 1980. Suas conexões com a Coréia do Norte e sua experiência como um funcionário local em Jilin com a imigração ilegal proveniente daquele país presume-se que sejam fatores-chave na sua ascensão ao poder.

### Zhejiang
Em 1998, Zhang se tornou secretário do partido em Zhejiang. Zhang era popular entre os líderes de negócios na província de Zhejiang, devido à sua atitude de relativo laissez-faire para a iniciativa privada. Zhang era conhecido por permitir que empresas privadas operassem livremente, dentro dos limites da lei.
Em 2001, Zhang escreveu um artigo atacando a ideia de permitir que donos de empresas aderissem ao Partido Comunista, alegando que isso iria arruinar o partido.